# Pierrefitte (Deux-Sèvres)
Pierrefitte és un municipi francès situat al departament de Deux-Sèvres i a la regió de la Nova Aquitània. L'any 2007 tenia 325 habitants.

## Demografia

### Població
El 2007 la població de fet de Pierrefitte era de 325 persones. Hi havia 128 famílies de les quals 32 eren unipersonals (28 homes vivint sols i 4 dones vivint soles), 36 parelles sense fills, 48 parelles amb fills i 12 famílies monoparentals amb fills.
La població ha evolucionat segons el següent gràfic:
Habitants censats

### Habitatges
El 2007 hi havia 171 habitatges, 130 eren l'habitatge principal de la família, 14 eren segones residències i 27 estaven desocupats. Tots els 171 habitatges eren cases. Dels 130 habitatges principals, 106 estaven ocupats pels seus propietaris, 23 estaven llogats i ocupats pels llogaters i 1 estava cedit a títol gratuït; 6 tenien dues cambres, 14 en tenien tres, 43 en tenien quatre i 67 en tenien cinc o més. 111 habitatges disposaven pel capbaix d'una plaça de pàrquing. A 69 habitatges hi havia un automòbil i a 52 n'hi havia dos o més.

### Piràmide de població
La piràmide de població per edats i sexe el 2009 era:
| Homes | Edats   | Dones |
| ----- | ------- | ----- |
| 0     | 95 o +  | 0     |
| 0     | 90 a 94 | 4     |
| 4     | 85 a 89 | 4     |
| 4     | 80 a 84 | 4     |
| 8     | 75 a 79 | 8     |
| 16    | 70 a 74 | 4     |
| 16    | 65 a 69 | 16    |
| 0     | 60 a 64 | 4     |
| 8     | 55 a 59 | 8     |
| 4     | 50 a 54 | 4     |
| 4     | 45 a 49 | 4     |
| 8     | 40 a 44 | 8     |
| 24    | 35 a 39 | 8     |
| 12    | 30 a 34 | 16    |
| 8     | 25 a 29 | 8     |
| 0     | 20 a 24 | 4     |
| 16    | 15 a 19 | 8     |
| 12    | 10 a 14 | 16    |
| 0     | 5 a 9   | 20    |
| 12    | 0 a 4   | 12    |

## Economia
El 2007 la població en edat de treballar era de 171 persones, 137 eren actives i 34 eren inactives. De les 137 persones actives 121 estaven ocupades (75 homes i 46 dones) i 16 estaven aturades (4 homes i 12 dones). De les 34 persones inactives 14 estaven jubilades, 9 estaven estudiant i 11 estaven classificades com a «altres inactius».

### Ingressos
El 2009 a Pierrefitte hi havia 131 unitats fiscals que integraven 322 persones, la mediana anual d'ingressos fiscals per persona era de 14.163 €.

### Activitats econòmiques
Dels 9 establiments que hi havia el 2007, 1 era d'una empresa alimentària, 3 d'empreses de comerç i reparació d'automòbils, 1 d'una empresa de transport, 2 d'empreses d'hostatgeria i restauració, 1 d'una empresa immobiliària i 1 d'una empresa de serveis.
L'únic servei als particulars que hi havia el 2009 era un restaurant.
Dels 2 establiments comercials que hi havia el 2009, 1 era una botiga de menys de 120 m² i 1 una fleca.
L'any 2000 a Pierrefitte hi havia 32 explotacions agrícoles que ocupaven un total de 1.479 hectàrees.

## Poblacions més properes
El següent diagrama mostra les poblacions més properes.